# シャボン玉を吹く少年と静物
『シャボン玉を吹く少年と静物』（シャボンだまをふくしょうねんとせいぶつ、蘭: Stilleven met een Jongen die Zeepbellen Blaast、英: Still Life with a Boy Blowing Soap-bubbles）は、17世紀のオランダ絵画黄金時代の画家ヘラルト・ドウが1635-1636年に板上に油彩で制作した絵画である。画面下部左側のテーブルの端に「G DOV」という画家の署名が記されている。1935年以前にデン・ハーグのマウリッツハイス美術館に貸し出されていたこともある作品で、1981年に東京の国立西洋美術館に購入されて以来、同美術館に展示されている。

## 作品
1613年にレイデンで生まれたドウは1628-1631年に若きレンブラントの工房で修業をした後、とりわけ室内を舞台とした風俗画で独自の画風を確立した。本作はドウの初期作品と考えられるが、開口部から覗いたような暗い室内に静物や人物を配し、レンブラントから学んだ強いキアロスクーロの技法を用いて対象の質感を鮮やかに浮かび上がらせており、早くもドウの造形様式が存分に窺い知れる。

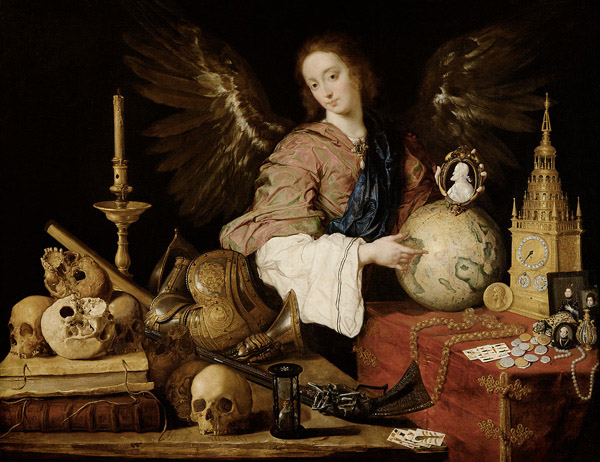
アントニオ・デ・ペレーダ 『儚さの寓意』 (1611年ごろ)、美術史美術館、ウィーン

画面には「ヴァニタス」を象徴するシャボン玉、髑髏、砂時計、羽根飾り付きの帽子、瓢箪などが描かれ、人生の虚しさや儚さ、あるいは移ろいやすさが示唆されている。しかも、老いや死とは無縁に思える幼い少年が主人公となっていることにより、示されているヴァニタスの概念はかえって強調されている。また、本作はオランダ絵画に特有なカーテンというモティーフを挿入して背後の空間を閉ざしつつ、テーブルを画面の手前へと迫り出させている。となると、ヴァニタスを示唆する事物は画中の少年ばかりでなく、画面外の鑑賞者にも提示されているのかもしれない。
よく見ると、少年の背中には翼が描かれているが、この描写には宗教的意味合いが重ねられているように思われる。少年の姿は、同時期のスペインの画家アントニオ・デ・ペレーダが描いたようなヴァニタスの象徴物に囲まれた天使を想起させる。